# Iomega Jaz
Iomega Jaz, auch Jaz-Drive, war ein Computer-Laufwerk mit wechselbarem Datenträger. Wechselmedien gab es in den Kapazitäten 500 Megabyte (selten), 1 Gigabyte und 2 Gigabyte in den späten 1990er Jahren. Im Unterschied zum älteren iomega Zip kommen beim Jaz Festplatten zum Einsatz. Ein Medium beinhaltet zwei Platten, die von vier Schreib-/Leseköpfen im Laufwerk bearbeitet werden. Auch der Spindelantrieb befindet sich im Laufwerk.
Technisch war das Jaz-Drive ähnlich den Wechselplattenlaufwerken der Firma SyQuest, allerdings mit höherer Kapazität und zusätzlichen Features: Ein Metallband am Wechselmedium verschließt beim Jaz den Innenraum mit den Platten staubdicht, wenn das Medium aus dem Laufwerk genommen wird. Gleichzeitig werden die Platten blockiert, so dass sie sich beim Transport nicht bewegen können.
Jaz-Laufwerke gab es in internen (mit IDE- oder SCSI-Anschluss) und externen Versionen. Zunächst gab es Laufwerke für Medien bis 1 Gigabyte. Später folgten Laufwerke für Medien mit 2 Gigabyte. Außer von iomega wurden kompatible Laufwerke auch als second source von APS und LaCie angeboten.
Ein Nachfolgelaufwerk mit ähnlicher Technik ist das iomega REV mit bis zu 120 Gigabyte Kapazität. Das REV ist nicht abwärtskompatibel zu Jaz-Medien.

## Bilder

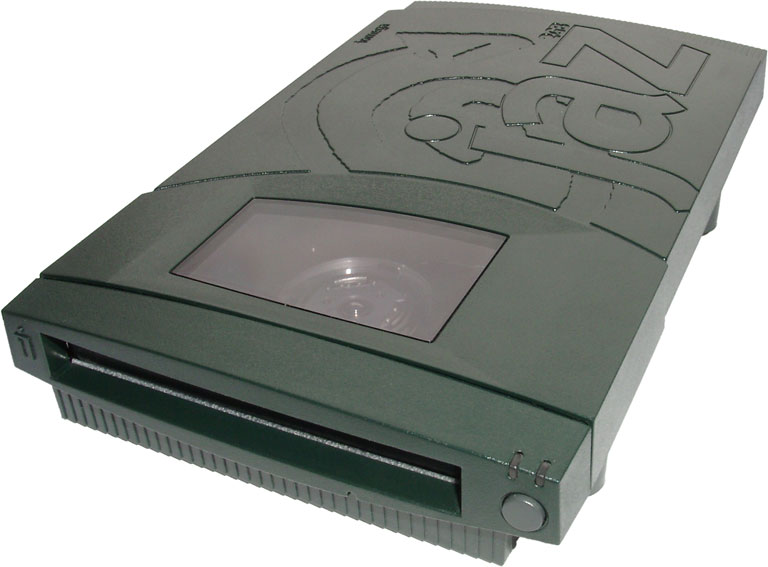
Jaz-Laufwerk (2 GB)
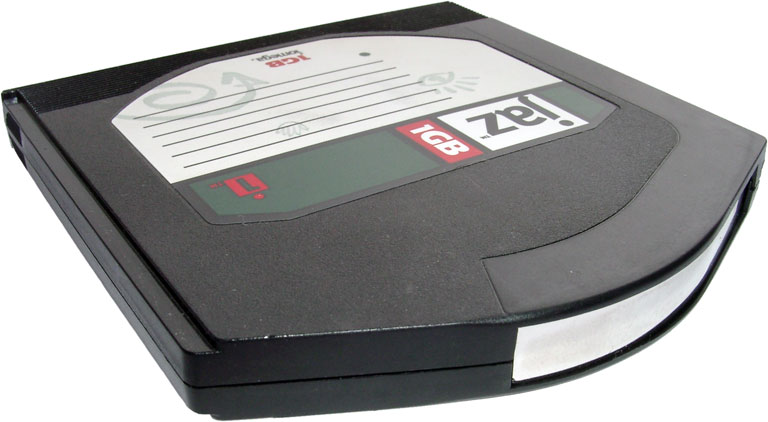
Jaz-Medium (1 GB)

## Weitere Iomega-Produkte
- iomega Zip
- Iomega Clik!
- iomega REV